# إيغل كيز
إيغل كيز (بالإنجليزية: Eagle Keys)‏ هو لاعب كرة قدم أمريكية ولاعب كرة قدم كندية أمريكي، ولد في 4 ديسمبر 1923 في تومبكينسفيل في الولايات المتحدة، وتوفي في 20 ديسمبر 2012 في برنابي في كندا.